# Joan Beauchamp Procter
Joan Beauchamp Procter (Londra, 5 agosto 1897 – Londra, 20 settembre 1931) è stata una zoologa britannica riconosciuta a livello internazionale come un'eccezionale erpetologa.
Lavorò inizialmente presso il Museo di storia naturale di Londra e successivamente per la Zoological Society of London, come prima curatrice di rettili allo zoo di Londra. La sua breve vita fu afflitta da una malattia cronica, ma intraprese un notevole lavoro tassonomico e diede importanti contributi innovativi alla pratica della medicina veterinaria e all'allestimento dei giardini zoologici. Scrisse anche articoli scientifici e di divulgazione zoologica, tra cui i primi resoconti sul comportamento dei draghi di Komodo (Varanus komodoensis) in cattività.

## Biografia

### I primi anni di vita

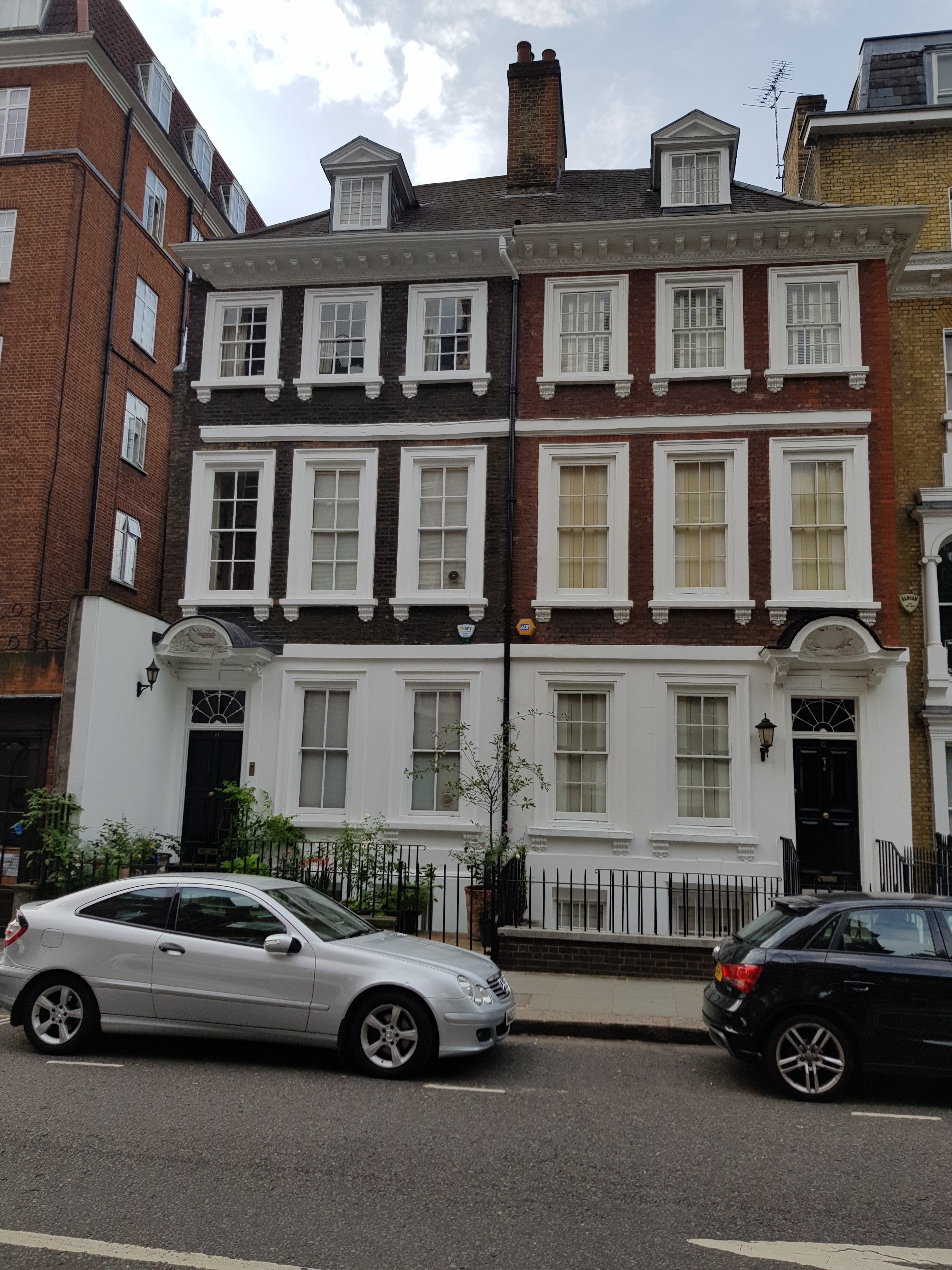
L'11, a sinistra, di Kensington Square dove nacque.

Joan Procter nasce a Londra il 5 agosto 1897, all'11 di Kensington Square, figlia di Joseph Procter, agente di cambio, e di Elizabeth Procter (nata Brockbank), artista. Il nonno William Brockbank era un amante dell'arte e anche un botanico e geologo dilettante. L'interesse della famiglia per le arti e le scienze influenzò sia Joan che la sorella Chrystabel Prudence Goldsmith Procter (1894-1982). Le case di famiglia avevano ampi giardini, che facilitarono l'interesse delle sorelle per la storia naturale. Christabel divenne responsabile della tenuta della Bryanston School, nel Dorset, e responsabile dei giardini del Girton College di Cambridge.
Mentre frequentava la Norland Place School (1904-1908), Joan Procter sviluppò un interesse particolare per anfibi e rettili. Dall'età di dieci anni tenne diversi serpenti e lucertole come animali domestici. Conosceva tutte le specie britanniche di rettili. Aveva scelto come suo animale da compagnia una grande lucertola adriatica (Podarcis melisellensis) che portava ovunque nei suoi viaggi e si sedeva sul tavolo accanto a lei durante i pasti. Già dai primi anni crebbe cagionevole di salute tuttavia, dodicenne, trascorse sei mesi attivi in Svizzera divertendosi con la danza, lo slittino e la botanica. Questo fu l'unico periodo in cui fu relativamente libera dalla malattia intestinale cronica che la afflisse per il resto della sua vita.
Il fascino che provava per i rettili si sviluppò ulteriormente durante il periodo trascorso alla St Paul's Girls' School di Hammersmith (1908-1916). All'età di sedici anni, acquistò un giovane coccodrillo come animale domestico e lo portò con sé a scuola, suscitando lo sgomento durante una lezione di matematica. Si dice che fosse una studentessa "brillante", ma la sua istruzione fu spesso interrotta a causa della sua malattia cronica. Sebbene si dimostrasse molto promettente le sue condizioni di salute le fecero abbandonare l'idea di frequentare l'Università di Cambridge.

### L'attività presso il museo di storia naturale di Londra
Le ricerche di Procter sui rettili la portarono all'attenzione di George Albert Boulenger, allora responsabile della cura dei rettili e dei pesci nel museo di storia naturale, che incoraggiò il suo interesse. Quando lasciò la scuola, Boulenger la invitò a lavorare sotto la sua direzione e nel 1916 divenne sua assistente, lavorando al museo di South Kensington a titolo volontario. Sotto la sua guida, fu in grado di impegnarsi nella zoologia accademica, pur non avendo titoli universitari. All'età di diciannove anni presentò alla Zoological Society of London (ZSL) il suo primo lavoro scientifico, sulle variazioni di una specie centro-sudamericana di crotalo e nell'agosto del 1917 fu eletta Fellow of the Zoological Society (FZS). Quando Boulenger andò in pensione, nel 1920, si occupò esclusivamente dei rettili del museo e ricevette un piccolo stipendio per il suo lavoro.
Tra il 1917 e il 1923 ha condotto ricerche e scritto una serie di articoli scientifici sull'anatomia, la classificazione e le abitudini di rettili e anfibi. Tra questi spicca il suo studio su una tartaruga dell'Africa orientale, oggi nota come Malacochersus tornieri, in grado di nascondersi nelle fessure delle rocce grazie al suo carapace flessibile. Intrattenne una fitta corrispondenza, che le permise di farsi conoscere da scienziati di tutto il mondo, e descrisse formalmente molti animali raccolti da altri. Nel 1923 il genetista William Bateson cercò il suo appoggio per criticare il controverso lavoro di Paul Kammerer sull'alite ostetrico (Alytes obstetricans Laurenti, 1768), rospo del genere Alytes. Sebbene Procter "non fosse contraria alla guerra con Kammerer", riteneva che non ci fosse materiale sufficiente per aiutare Bateson su questo argomento. Gran parte del suo lavoro al museo consisteva nel descrivere formalmente animali raccolti da altri. Fu eletta Fellow of the Linnean Society of London (FLS), in riconoscimento dell'alta qualità di questo lavoro tassonomico. Divenne anche membro della Bombay Natural History Society. Procter era anche un'abile disegnatrice e modellista. Al museo, realizzò modelli per le vetrine e combinò il suo estro artistico con l'accuratezza scientifica in una serie di dipinti di anfibi e rettili che furono riprodotti a colori come cartoline.

### Società zoologica di Londra
Le abilità artistiche e tecniche di Joan Procter divennero note all'interno della Società zoologica, soprattutto grazie all'amicizia con il figlio di George Boulenger, Edward G., che dal 1911 era curatore dei rettili della Società. Nei primi mesi del 1923 egli ebbe la responsabilità di sviluppare il nuovo acquario dello zoo di Londra e, sebbene fosse ancora impiegata al museo di storia naturale, Procter lo assistette per diversi mesi costruendo modelli in scala delle nuove vasche dell'acquario e attingendo alla sua abilità artistica nei progetti per le rocce e gli sfondi. Sfruttando a tale fine la sua rete di conoscenze incontrò lo scrittore Compton Mackenzie, il quale fornì grandi quantità di sabbia di conchiglie per l'acquario dall'isola di Herm, nel canale della Manica. In seguito, quello stesso anno, Edward Boulenger fu nominato direttore dell'acquario e Procter fu nominata suo successore come curatore dei rettili. In una corrispondenza con lo zoologo statunitense Karl Patterson Schmidt a Chicago, Procter confidò di essere contenta di lasciare il museo di storia naturale perché le condizioni lì erano sfavorevoli alle donne.

#### Curatrice degli allestimenti presso lo zoo di Londra

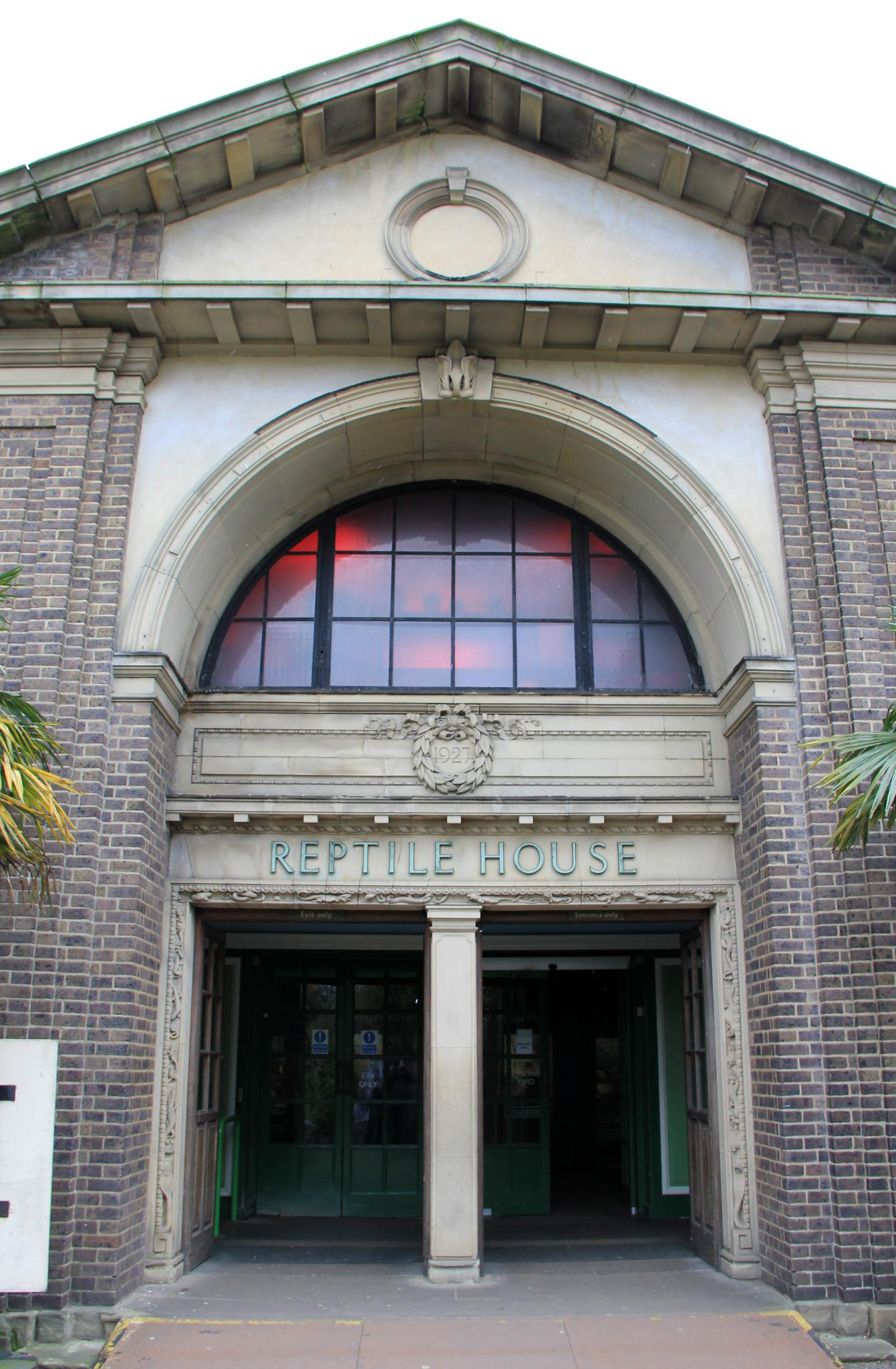
Il portale del rettilario dello zoo di Londra.

Dopo il successo ottenuto con l'acquario, progettò allestimenti rocciosi per le aree esterne dello zoo, tra cui l'Antelope Paddock. Realizzò i modelli delle ampie strutture rocciose per la Monkey Hill (1924-1925) che fu costruita sul sito dell'attuale Animal Hospital. Il grande branco di primati amadriade (Papio hamadryas Linnaeus, 1758) che vi si stabilì si dimostrò molto popolare tra i visitatori e, durante la vita di Procter, la Monkey Hill fu considerata un successo. (In seguito, le dinamiche sociali degli amadriadi divennero troppo problematiche da risolvere; la collina fu quindi utilizzata per le capre (Capra hircus Linnaeus, 1758) e, per un breve periodo, per i macachi rhesus (Macaca mulatta (Zimmermann, 1780)), prima di essere chiusa e demolita poco dopo la Seconda guerra mondiale).
Un successo duraturo fu ottenuto con il suo progetto per il rettilario, costruito tra il 1926 e il 1927. Fu il primo edificio di questo tipo al mondo ed è ancora in uso. L'architetto progettò le rocce e le vasche per i recinti dei rettili e si avvalse di uno scenografo teatrale, John Bull, per eseguire i suoi disegni per le quinte naturalistiche. Sebbene gli elementi esterni in stile italianeggiante siano stati aggiunti dall'architetto Edward Guy Dawber, la struttura di base, la planimetria e i dettagli dell'esposizione del rettilario furono interamente opera di Joan Procter. Peter Chalmers Mitchell, allora segretario della Zoological Society, scrisse che "dall'inizio alla fine è stata la sua casa". Il rettilario incorporava molte delle nuove idee tecnologiche della Procter. Fu pioniera nell'uso di un particolare tipo di vetro, citato in lingua inglese come vita-glass, utilizzato per consentire alla luce ultravioletta naturale, necessaria ai rettili per la sintesi della vitamina D, di raggiungere gli animali e di molte altre sofisticate caratteristiche (come la circolazione direzionale dei visitatori, il riscaldamento elettrico differenziale degli stabulari, e secondo i principi di illuminazione degli acquari.) che furono successivamente adottate in altri edifici zoologici. In seguito collaborò con Peter Chalmers Mitchell al progetto del portale principale (1928), anch'esso attribuita a Edward Guy Dawber, tuttora in uso e in gran parte inalterato. 
| Procter è l'abbreviazione standard utilizzata per le specie animali descritte da Joan Beauchamp Procter. Categoria:Taxa classificati da Joan Beauchamp Procter |